# Ebe Poli
Ebe Poli (San Giovanni Lupatoto, 20 marzo 1901 – Verona, 1993) è stata una pittrice italiana.

## Biografia e principali esposizioni
Si formò autonomamente a Verona, dove, compiuti gli studi classici, abbandonò l'università per dedicarsi alla pittura.
Esordì come pittrice nel 1933 alla Fondazione Bevilacqua La Masa presso la Ca' Pesaro, dove espose anche nel 1936, 1937, 1943 e 1949. Al Premio Bergamo fu presente per la I e la IV edizione (nel 1939, con Paesaggio del Cadore e La nostra strada; nel 1942 con Riva degli Schiavoni).
Partecipò a tutte le edizioni della Quadriennale di Roma dal 1939 al 1965/66, ottenendo il premio acquisto all'edizione del 1939 con l'opera Ulivi di San Vigilio - Garda.
Espose alla Biennale di Venezia nel 1940 e nel 1950, aggiudicandosi il Premio del Presidente della Repubblica Luigi Einaudi per l'opera Orti a Torcello, destinata alla Galleria d'arte moderna di Roma.
Nel 1951 partecipò al Premio Burano e al Premio Michetti, mentre nel 1956 fu presente al Premio Marzotto. Ottenne premi alla Biennale di Milano dell'anno successivo. Fra le mostre personali, si ricorda in particolare quella alla Galleria "La Spiga" di Milano del 1949, presentata da Orio Vergani. Nel 1977 fu ancora al Premio Burano, dove ricevette una medaglia d'oro per il quarantennale contributo allo sviluppo artistico dell'isola.
Nel 1974 presso "Galleria dell'incisione «Venezia Viva»" presenta una selezione delle sue opere ad incisione all'acquaforte.
Nel 1984 la Città di Verona la ospita per un'importante antologica presso la Galleria d'Arte Moderna e Contemporanea "Palazzo Forti" di Verona curata da Giorgio Cortenova e Raffaele de Grada. Nel catalogo contenente una selezione delle opere esposte, oltre al testo dei curatori e dell'Amministrazione, sono presenti saggi di Antonio Avena, Orio Vergani, Guido Perocco, Licisco Magagnato, Elda Fezzi, Garibaldo Marussi, Carlo Munari e Paolo Rizzi.
Nel 2010 è ospite presso il Palazzo Espositivo della Gran Guardia di Verona con un'importante antologica. La pubblicazione - Edizioni dell'Aurora - presenta un cospicuo numero di opere legate all'intero percorso artistico, i principali saggi dedicati alla sua arte e un elenco ragionato della sua partecipazione a mostre, concorsi e premi di fama nazionale e internazionale.

## Stile pittorico
Principalmente paesaggista, ebbe fra i suoi soggetti preferiti la laguna veneta, i paesaggi alpini e del Garda e le campagne dell'Adige. Dopo una fase improntata ad un certo romanticismo, le sue composizioni si fecero col tempo più solide e costruite.
Fu in particolare molto attiva ed apprezzata, fin dai primi anni trenta, nell'ambiente pittorico buranese, del quale rappresentava la componente più severa ed impegnata, tanto che in occasione della personale milanese del 1949 Vergani scrisse: «Alcuni dei più virili quadri ispirati alle drammatiche visioni del paesaggio lagunare si devono a questa artista -senza zucchero- amica del cattivo tempo e della tempesta, più che della morbida letteratura ispirata a Venezia e alla laguna. [...] Questa pittura che partecipa così solidamente alla battaglia della buona pittura moderna, della profonda pittura, ha un peso di cui si deve tener calcolo».

## Opere in musei
Oltre che dalla Galleria d'arte moderna di Roma, in occasione della Biennale del 1950, sue opere sono state acquisite dalla Galleria d'arte moderna di Verona.